# Leo Van Dam
Leo Van Dam (Mechelen, 27 november 1944) was een Belgisch beroepsrenner actief van 1966 tot 1971, hij is tevens ook familie van Joseph Van Dam die in 1924 het Belgisch kampioenschap veldrijden won en ook drie ritten in de Ronde van Frankrijk van 1926.
In 1966 pakte Van Dam de mooiste zege uit zijn carrière, de Kattekoers in Ieper. Hij was in zijn carrière actief voor onder andere het team Okay Whisky Diamant-Geens waar hij in dienst reed van Frans Verbeeck.
In de Ronde van Vlaanderen van 1969 zat Van Dam mee in de achtervolgende groep op de toen weggereden Eddy Merckx. Op de Muur van Geraardsbergen werd hij echter van zijn fiets getrokken door een supporter die hem vooruit wou duwen. Hierdoor zag hij zijn kansen op een mooie uitslag in rook opgaan. Hij werd uiteindelijk toch nog 35e in deze editie. 
Tijdens en ook na zijn carrière als wielrenner was hij samen met zijn vrouw Gonda uitbater van een café te Blaasveld.